# Ludovic Wiest
Ludovic Wiest (n. Ludwig Wiest, 25 martie 1819 Viena - 19 ianuarie 1889, București) a fost un violonist și compozitor austriac, naturalizat român în 1863.

## Biografie
Ludwig Wiest a studiat muzica la Conservatorul din Viena.
În 1838, domnitorul Alexandru Ghica a solicitat Conservatorului de Muzică din Viena să-i recomande un compozitor și dirijor de talent, pentru a reorganiza și dirija orchestra curții. După ce Conservatorul l-a propus pe Ludwig Anton Wiest, domnitorul l-a invitat și l-a adus în București în baza unui contract încheiat pentru perioada 1838-1845. La expirarea contractului, s-a angajat ca prim-violonist la Opera Italiană (1844-1860), apoi la Societatea Filarmonică Română (1868-1877). A activat și ca dirijor la Teatrul Național (1860-1880).
În 17 decembrie 1851, din inițiativa lui Ioan Andrei Wachmann și a lui Ludovic Wiest a luat ființă, temporar, Conservatorul de Muzică de la București.  Conservatorul a fost reînființat în 1864, iar Ludwig Wiest a fost profesor de vioară la Conservatorul din București în perioada 1864-1889.
La 31 ianuarie 1858, Ludwig Wiest a susținut la București un ciclu de trei „concerte spirituale” în care au fost interpretate lucrări de Haydn, Mozart, Beethoven și Felix Mendelssohn Bartholdy.
Timp de peste trei decenii a fost capelmaistrul cel mai îndrăgit al bucureștenilor, vara pe terasele și cafenelele din Parcul Cișmigiu, sau la Hanul Manuc, iarna la cafeneaua Fialkowski sau pe scenele de concert.
A compus piese pentru dans și lucrări camerale. 
A avut doi fii, Ern. Wiest, devenit și el muzician, și Julius Wiest (Iuliu Wiest), care este cunoscut ca pianist, bun compozitor, profesor la Conservatorul din București.